# Кубок Шотландії з футболу 1882—1883
Кубок Шотландії з футболу 1882–1883 — 10-й розіграш кубкового футбольного турніру у Шотландії. Титул вперше здобув Дамбартон.

## Четвертий раунд
| Команда 1                        | Рахунок | Команда 2                 |
| -------------------------------- | ------- | ------------------------- |
| 11 листопада 1882                |         |                           |
| Данблейн                         | 1:7     | Терд Ланарк               |
| Гіберніан                        | 2:2     | Партік                    |
| Джонстоун                        | 1:3     | Поллокшилдс Атлетік       |
| Кілмарнок Атлетік                | 5:2     | Аберкорн                  |
| Партік Тісл                      | +:-     | Глазго Юніверсіті         |
| Квінз Парк                       | 5:0     | Камбусленг                |
| Рентон                           | 3:5     | Люга Боусвел              |
| Торнлібенк                       | 0:3     | Дамбартон                 |
| Вейл оф Тейз                     | 2:3     | Герлфорд Юнайтед          |
| 18 листопада 1882                |         |                           |
| Артурлі                          | 3:1     | Квін оф зе Сауз Вондерерс |
| Вейл оф Левен                    | 2:0     | Единбург Юніверсіті       |
| 18 листопада 1882 (перегравання) |         |                           |
| Партік                           | 1:4     | Гіберніан                 |

## П'ятий раунд
Команди Дамбартон, Кілмарнок Атлетік, Партік Тісл, Поллокшилдс Атлетік, Терд Ланарк  пройшли до наступного раунду після жеребкування.
| Команда 1                     | Рахунок | Команда 2        |
| ----------------------------- | ------- | ---------------- |
| 2 грудня 1882                 |         |                  |
| Гіберніан                     | 3:4*    | Артурлі          |
| Люга Боусвел                  | 1:1     | Вейл оф Левен    |
| 23 грудня 1882                |         |                  |
| Квінз Парк                    | 7:2     | Герлфорд Юнайтед |
| 23 грудня 1882 (перегравання) |         |                  |
| Артурлі                       | 6:0     | Гіберніан        |
| Вейл оф Левен                 | 5:1     | Люга Боусвел     |

* - результат було скасовано, було призначено повторний матч.

## Чвертьфінали
| Команда 1                     | Рахунок | Команда 2           |
| ----------------------------- | ------- | ------------------- |
| 23 грудня 1882                |         |                     |
| Терд Ланарк                   | 1:1     | Поллокшилдс Атлетік |
| 30 грудня 1882                |         |                     |
| Артурлі                       | 1:1     | Кілмарнок Атлетік   |
| 3 лютого 1883                 |         |                     |
| Дамбартон                     | 3:1     | Квінз Парк          |
| 3 лютого 1883 (перегравання)  |         |                     |
| Кілмарнок Атлетік             | 1:2*    | Артурлі             |
| Поллокшилдс Атлетік           | 5:2     | Терд Ланарк         |
| 10 лютого 1883                |         |                     |
| Партік Тісл                   | 0:4     | Вейл оф Левен       |
| 10 лютого 1883 (перегравання) |         |                     |
| Артурлі                       | 1:1     | Кілмарнок Атлетік   |
| 17 лютого 1883 (перегравання) |         |                     |
| Артурлі                       | 0:1     | Кілмарнок Атлетік   |

* - результат було скасовано, було призначено повторний матч.

## Півфінали
| Команда 1                      | Рахунок | Команда 2           |
| ------------------------------ | ------- | ------------------- |
| 24 лютого 1883                 |         |                     |
| Поллокшилдс Атлетік            | 0:1*    | Дамбартон           |
| Вейл оф Левен                  | 1:1     | Кілмарнок Атлетік   |
| 17 березня 1883 (перегравання) |         |                     |
| Дамбартон                      | 5:0     | Поллокшилдс Атлетік |
| Кілмарнок Атлетік              | 0:2     | Вейл оф Левен       |

* - результат було скасовано, було призначено повторний матч.

## Фінал
| 31 березня 1883 |

| Дамбартон              | 2:2 | Вейл оф Левен        |
| ---------------------- | --- | -------------------- |
| Патон 30' Макартур 44' |     | Джонстон Маккрей 70' |

| Гемпден-Парк, Глазго Глядачів: 15 000 Арбітр: Томас Лоурі |

### Перегравання
| 7 квітня 1883 |

| Дамбартон                                   | 2:1 | Вейл оф Левен |
| ------------------------------------------- | --- | ------------- |
| Р.Браун "Плюмбер" 47' Р.Браун "Сперроу" 50' |     |               |

| Гемпден-Парк, Глазго Глядачів: 8 000 Арбітр: Томас Лоурі |